# Infestatie
Infestatie is de langdurige aanwezigheid van dierlijke ectoparasieten op en in het oppervlak van organismen, terwijl ze  niet in diepere weefsels terechtkomen. Ectoparasieten kunnen voorkomen bij planten, dieren en de mens.
Een voorbeeld van ectoparasieten bij planten zijn bladluizen en bladmineerders. Voorbeelden van ectoparasieten bij dieren (die ook bij de mens kunnen voorkomen) zijn schurft, hoofdluis, haarfollikelmijt, schaamluis en lintwormen (darmwand is ook een oppervlak).
Bij steekinsecten als steekmuggen en de bedwants is de aanwezigheid op het lichaam zeer kort en wordt er niet gesproken van infestatie.